# Spiel (Pädagogik)
In der Pädagogik werden Spiele, im Gegensatz zum freien Spielen, oft vom Spielleiter im Entwicklungsprozess vorangetrieben. Dabei können prinzipiell alle Spiele pädagogische Spiele sein, wenn sie gezielt zur Förderung eingesetzt werden. Unter anderem der psychotherapeutische Fachbereich der Spieltherapie erarbeitet dafür die theoretischen Grundlagen. 
In der Regel versteht man unter pädagogischen Spielen aber spezielle methodisch aufgebaute Spiele, die allerdings mit sehr unterschiedlichen Zielsetzungen in den verschiedensten Situationen eingesetzt werden.
Oft werden sogenannte Lernspiele von Lehrern und Dozenten zur Auflockerung und Übung von Lerneinheiten in Unterrichtsstunden verwendet. Zur Übung der Fingerfertigkeit, des Mengenverständnisses und des musikalischen Empfindens werden bereits im Kindergarten Singspiele, Kreisspiele und Fingerspiele durchgeführt.
Spezielle Sprachspiele dienen den Logopäden der Diagnostik und Behandlung von Sprachfehlern bei Kindern. Und nicht zuletzt gehören Rollenspiele zu dem wichtigsten Handwerkzeug in der Sozialpädagogik.
Eine andere Unterteilung unterscheidet zwischen Gruppenspielen, Warm-ups, Simulationsspielen und Rollenspielen.